# Valsgärde
Valsgärde er en gård fra 1541 kendt som Valdzgierde ved Fyrisån ved floden Fyris, ca. 3 km nord for Gamle Uppsala. Stedet har været centurm for den svenske kongemagt og religion. Den stammer fra 1500-tallet og har ikke karakter af en stormandsgård.
Gravene ligner fund fra Vendel, som har givet navn til Vendeltiden.

## Gravfeltet Valsgärde
Gravpladsen fra Vendeltiden ligger neden for Valsgärde gård og var anvendt i mere end 300 år. Den første skibsgrav er fra 600-tallet, og de sidste grave er fra kristen tid i 1000-tallet. 
Stedet blev genfundet, efter der længe var gjort løsfund. I 1926 vedtoges en grundigere undersøgelse af området, og man fandt flere langstrakte forsænkninger i jorden, hvor gården lå. Det indikerede gravhøje eller gravkamre.
Fra 1928 til midt i 1950-tallet udførte den arkæologiske institution ved Uppsala Universitet årlige undersøgelser her, hvor gravfeltet blev undersøgt og udgravet. I alt omfatter det omkring 80 grave, hvoraf de ældste var ubrændte lig i kister. Af de omkring 60 grave var enkelte brandgrave, og den yngste var en kristen kistebegravelse. Der blev fundet 15 skibsbegravelser; alle de begravede var mænd.
Flere af gravene er meget fornemme og minder i mange henseender om dem fundet i England ved Sutton Hoo i East Anglia dateret til omkring 610-635.